# Shaoha (sockenhuvudort i Kina, Hunan Sheng, lat 29,02, long 109,77)
Shaoha (kinesiska: 勺哈, 勺哈乡) är en sockenhuvudort i Kina. Den ligger i provinsen Hunan, i den södra delen av landet, omkring 330 kilometer väster om provinshuvudstaden Changsha. Antalet invånare är 12 312. Befolkningen består av 6 054 kvinnor och 6 258 män. Barn under 15 år utgör 21,0 %, vuxna 15-64 år 67 %, och äldre över 65 år 11,0 %.
Runt Shaoha är det ganska tätbefolkat, med 116 invånare per kvadratkilometer. Närmaste större samhälle är Lingxi, 7,7 km öster om Shaoha. I omgivningarna runt Shaoha växer huvudsakligen savannskog.
Genomsnittlig årsnederbörd är 1 790 millimeter. Den regnigaste månaden är maj, med i genomsnitt 312 mm nederbörd, och den torraste är december, med 28 mm nederbörd.